# Бакербзе
Ба́кербзе (бакербсе; нем. Backerbse — «печёный горох») — традиционная суповая засыпка из теста в немецкой, австрийской и швейцарской кухне в форме обжаренных во фритюре шариков из теста величиной с горох. В Форарльберге засыпка используется в свадебных супах и соответственно называется «свадебным жемчугом».
Для приготовления бакербзе используется жидкое тесто из муки, куриных яиц, молока и соли, иногда с добавлением растительного масла. Тесто пропускают через плоскую тёрку в кипящий жир. Получающиеся «горошины» обжариваются во фритюре до золотистого цвета, затем жиру дают стечь. Бакербзе добавляют в бульоны и супы непосредственно перед подачей на стол. Готовые бакербзе имеются в продаже с 1953 года.